# 網紋稀棘䲁
網紋稀棘䲁（學名：Meiacanthus reticulatus），為輻鰭魚綱鳚形目䲁科稀棘䲁屬的一種，分布於中西太平洋所羅門海海域，深度5至15公尺，本魚體延長，稍側扁，頭頂無冠膜，無鬚，下頜兩側有犬齒具有毒腺，頭部、體淺灰褐色，帶有多數深褐色斑點，從眼後上角至背鰭前1/3下方有一條深褐色窄條紋，背鰭、臀鰭、腹鰭為深褐色至黑色，尾鰭淺色，上下邊緣呈深色，背鰭硬棘5枚、背鰭軟條26枚、臀鰭硬棘2枚、臀鰭軟條17枚，體長可達6.3公分，成魚棲息在有遮蔽的珊瑚礁、潟湖，雌魚產附著性卵，雄魚有護卵行為，生活習性不明，可做為觀賞魚。